# Gösta Hagelin

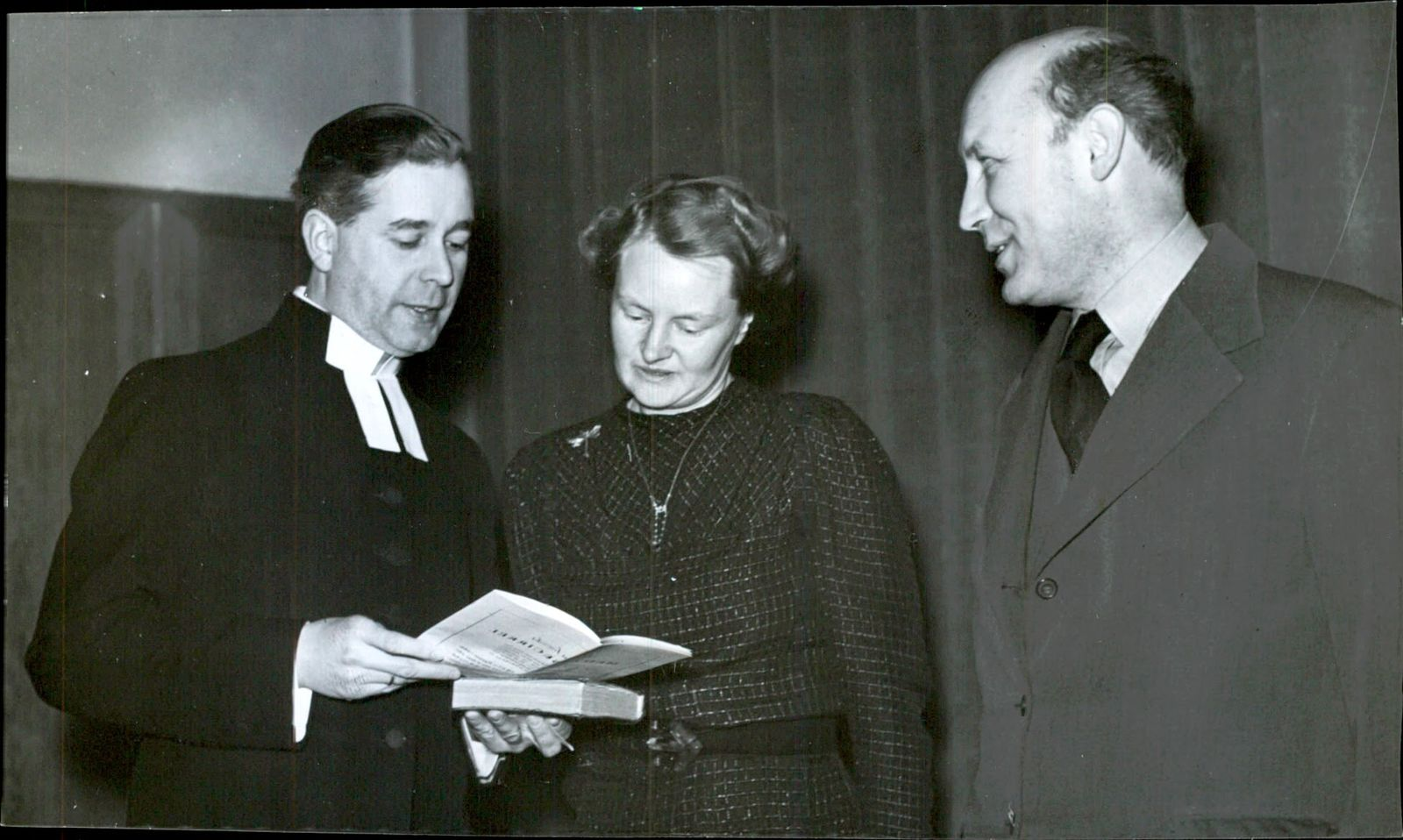
Gösta Hagelin (t.v.), Birgitta Weman och John Nilsson i Oscars församlingssal 1942.

Gösta Mauritz Hagelin, född den 6 september 1900 i Sankt Olai församling i Norrköping, död den 24 september 1979 i Sigtuna, var en svensk präst och skriftställare.
Gösta Hagelin var son till disponenten Herman Hagelin och dennes hustru Augusta Willner. Han avlade studentexamen 1920 och var därefter verksam som journalist och kontorsanställd i Wien 1921–1925. Han studerade sedan teologi och blev teologie kandidat 1929. Hagelin innehade  olika förordnanden som präst i Svenska kyrkan, inom Ärkestiftet, och  från 1937 i Stockholm, det senast omnämnda som komminister i Oskars församling 1945–1958. Han var 1936 anställd som pastor vid Svenska Israelsmissionens verksamhet i Wien. Hagelins författarskap omfattar främst böcker om psalmbokens författare samt om staden Rom. Han redigerade flera antologier med ord av uppbyggligt innehåll.
Gösta Hagelin var gift två gånger. Från 1933 var han gift med Greta Hagelin, ogift Adamson, dotter till folkskolläraren Sigfrid Alfred Adamson och dennes hustru Jenny Josefina Adamson, ogift Åhlund. Från 1973 var han gift med Anne-Marie Hagelin, dotter till August Strindberg och Harriet Bosse.